# Aleksandr Ševčenko (tennista)
Aleksandr Aleksandrovič Ševčenko, accreditato dall'ATP con la traslitterazione anglosassone Alexander Shevchenko (in russo Алекса́ндр Алекса́ндрович Шевче́нко?; Rostov sul Don, 29 novembre 2000), è un tennista russo naturalizzato kazako.
Attivo in prevalenza in singolare, vanta una finale nel circuito maggiore e alcuni titoli nei circuiti minori, ha raggiunto la 45ª posizione del ranking ATP nel febbraio 2024, mentre non è andato oltre la 406ª in doppio. Nel 2024 ha fatto il suo esordio nella squadra kazaka di Coppa Davis.

## Carriera

### 2022: debutto ATP, un titolo Challenger e top 150
Dopo aver raggiunto la semifinale al Challenger di Poznań, il 12 giugno vince il Bratislava Open in finale contro Riccardo Bonadio.
Fai il suo esordio nel circuito ATP come lucky loser, al 250 di Kitzbühel, uscendo al primo turno per mano di Dominic Thiem.
Il 26 settembre sale alla posizione numero 148 del ranking mondiale.
Grazie a questo ranking riesce a partecipare alle qualificazioni per Astana Open, superandole ed uscendo nuovamente al primo turno questa volta da Luca Nardi.
Chiude l'anno 154º al mondo.

## Vita privata
Il 24 settembre 2023 annunciò il fidanzamento con la collega Anastasia Potapova: si sposarono il 1° dicembre 2023, ma il matrimonio durò solo un anno.

## Statistiche

### Singolare

#### Finali perse (1)
| Legenda              |
| Grande Slam (0)      |
| ATP Finals (0)       |
| ATP Masters 1000 (0) |
| ATP Tour 500 (0)     |
| ATP Tour 250 (1)     |

| N. | Data             | Torneo             | Superficie  | Avversario in finale | Punteggio |
| 1. | 11 novembre 2023 | Moselle Open, Metz | Cemento (i) | Ugo Humbert          | 3-6, 3-6  |

### Tornei minori

#### Singolare

##### Vittorie (7)
| Legenda        |
| Challenger (3) |
| ITF (4)        |

| N. | Data            | Torneo                           | Superficie  | Avversario in finale | Punteggio        |
| 1. | settembre 2020  | Tunisia M15, Monastir            | Terra rossa | David Pichler        | 6-3, 6-4         |
| 2. | maggio 2021     | Georgia M15, Tbilisi             | Cemento     | Alessandro Bega      | 4-6, 7-6(5), 6-3 |
| 3. | luglio 2021     | Slovenia M25, Velenje            | Terra rossa | Patrik Rikl          | 6-1, 6-2         |
| 4. | febbraio 2022   | Turchia M25, Antalya             | Terra rossa | Martin Cuevas        | 6-2, 6-1         |
| 5. | 12 giugno 2022  | Bratislava Open                  | Terra rossa | Riccardo Bonadio     | 6-3, 7-5         |
| 6. | 22 gennaio 2023 | Tenerife Challenger I            | Cemento     | Sebastian Ofner      | 7-5, 6-2         |
| 7. | 16 aprile 2023  | Open Comunidad de Madrid, Madrid | Terra rossa | Pedro Cachín         | 6-4, 6-3         |

##### Finali perse (6)
| Legenda        |
| Challenger (2) |
| ITF (4)        |

| N. | Data           | Torneo                          | Superficie  | Avversario in finale | Punteggio         |
| 1. | novembre 2019  | Turchia M15, Antalya            | Terra rossa | Alexandru Jecan      | 6-1, 4-6, 2-6     |
| 2. | settembre 2020 | Tunisia M15, Monastir           | Terra rossa | Luca Potenza         | 6-2, 4-6, 3-6     |
| 3. | gennaio 2021   | Turchia M15, Antalya            | Terra rossa | Adrian Andreev       | 1-6, 6(1)-7       |
| 4. | maggio 2021    | Kazakhstan M15, Şımkent         | Terra rossa | Edoardo Lavagno      | 1-6, 6(1)-7       |
| 5. | 19 marzo 2023  | Arizona Tennis Classic, Phoenix | Cemento     | Nuno Borges          | 6-4, 2-6, 1-6     |
| 6. | 17 agosto 2025 | Sumter Open, Sumter             | Cemento     | Mattia Bellucci      | 6(5)-7, 1-3, rit. |

#### Doppio

##### Vittorie (2)
| Legenda        |
| Challenger (1) |
| Futures (2)    |

| N. | Data        | Torneo               | Superficie  | Compagno      | Avversari in finale         | Punteggio         |
| 1. | aprile 2019 | Turchia M15, Antalya | Terra rossa | Maxim Ratniuk | Luca Gelhardt Neel Rajesh   | 6-4, 6-3          |
| 2. | agosto 2019 | Russia M15, Mosca    | Terra rossa | Maxim Ratniuk | Timur Kiyamov Anton Chekhov | 0-6, 7-6(3), 10-6 |

##### Finali perse (3)
| Legenda        |
| Challenger (0) |
| Futures (3)    |

| N. | Data         | Torneo                    | Superficie  | Compagno           | Avversari in finale             | Punteggio |
| 1. | ottobre 2019 | Turchia M15, Antalya      | Terra rossa | Alexander Ovcharov | Jonathan Mridha Gustav Hansson  | 3-6, 4-6  |
| 2. | gennaio 2020 | Egitto M15, Il Cairo      | Terra rossa | Eric Vanshelboim   | Fermin Tenti Juan Pablo Paz     | 0-6, 1-6  |
| 3. | luglio 2021  | Austria M25, Kottingbrunn | Terra rossa | David Poljak       | Mārtiņš Podžus Petros Tsitsipas | 3-6, 3-6  |

## Vittorie contro giocatori top 10
| Stagione | 2023 | 2024 | Totale |
| -------- | ---- | ---- | ------ |
| Vittorie | 1    | 1    | 2      |

| #    | Avversario   | Rank. | Torneo                    | Superficie  | Turno | Punteggio              |
| ---- | ------------ | ----- | ------------------------- | ----------- | ----- | ---------------------- |
| 2023 |              |       |                           |             |       |                        |
| 1.   | Taylor Fritz | 9     | Swiss Indoors, Basilea    | Cemento (i) | 2T    | 6(7)-7, 7-6(6), 7-6(5) |
| 2024 |              |       |                           |             |       |                        |
| 2.   | Holger Rune  | 7     | Rotterdam Open, Rotterdam | Cemento (i) | 2T    | 6-4, 1-6, 6-3          |